# Ángel Madrazo
Ángel Madrazo Ruiz (Santander, 30 juli 1988) is een Spaanse voormalig wielrenner.

## Overwinningen
2006
3e en 4e etappe Ronde van Besaya, Junioren
2008
5e etappe deel A Circuito Montañés
2013
Bergklassement Ronde van Groot-Brittannië
2014
Bergklassement Ronde van Gévaudan Languedoc-Roussillon
2015
Prueba Villafranca de Ordizia
Bergklassement Ronde van Gévaudan Languedoc-Roussillon
2016
4e etappe Ster van Bessèges
2017
Bergklassement Omloop van de Sarthe
2019
5e etappe Ronde van Spanje

## Resultaten in voornaamste wedstrijden
| Jaar | Ronde van Italië | Ronde van Frankrijk | Ronde van Spanje |
| ---- | ---------------- | ------------------- | ---------------- |
| 2009 |                  |                     |                  |
| 2010 |                  |                     |                  |
| 2011 |                  |                     | opgave           |
| 2012 |                  |                     |                  |
| 2013 |                  |                     |                  |
| 2014 |                  |                     |                  |
| 2015 |                  |                     | 44e              |
| 2016 |                  |                     | opgave           |
| 2017 |                  |                     |                  |
| 2018 |                  |                     |                  |
| 2019 |                  |                     | 119e (1)         |
| 2020 |                  |                     | 43e              |
| 2021 |                  |                     | 63e              |

| Jaar | Milaan-San Remo | Gent-Wevelgem | Parijs-Roubaix | Amstel Gold Race | Luik-Bast.‑Luik | Ronde van Lombardije | Waalse Pijl | Clásica San Sebastián |
| ---- | --------------- | ------------- | -------------- | ---------------- | --------------- | -------------------- | ----------- | --------------------- |
| 2009 |                 |               | opgave         |                  |                 |                      |             |                       |
| 2010 |                 | 116e          | opgave         |                  |                 | opgave               |             |                       |
| 2011 | 88e             | 67e           |                |                  |                 | opgave               |             |                       |
| 2012 | 36e             |               |                | 83e              | opgave          |                      | 131e        |                       |
| 2013 | 80e             |               |                | opgave           | opgave          |                      | opgave      |                       |
| 2014 |                 |               |                |                  |                 | 30e                  |             |                       |
| 2015 |                 |               |                |                  |                 |                      |             | 28e                   |
| 2016 |                 |               |                |                  |                 |                      |             | 32e                   |
| 2017 |                 |               |                |                  |                 |                      |             |                       |
| 2018 |                 |               |                |                  |                 |                      | opgave      |                       |
| 2019 |                 |               |                |                  |                 |                      |             | opgave                |
| 2020 |                 |               |                |                  |                 |                      |             |                       |
| 2021 |                 |               |                |                  |                 |                      |             | 59e                   |

## Ploegen
- 2008 –  Scott-American Beef (stagiair vanaf 1-8)
- 2009 –  Caisse d'Epargne
- 2010 –  Caisse d'Epargne
- 2011 –  Movistar Team
- 2012 –  Movistar Team
- 2013 –  Movistar Team
- 2014 –  Caja Rural-Seguros RGA
- 2015 –  Caja Rural-Seguros RGA
- 2016 –  Caja Rural-Seguros RGA
- 2017 –  Delko Marseille Provence KTM
- 2018 –  Delko Marseille Provence KTM
- 2019 –  Burgos-BH
- 2020 –  Burgos-BH
- 2021 –  Burgos-BH
- 2022 –  Burgos-BH
- 2023 –  Burgos-BH

Amador ·
Arroyo ·
Charteau ·
Costa ·
Coyot ·
Drujon ·
Erviti ·
García ·
Gutiérrez ·
Jeannesson ·
Kiryjenka ·
Lastras ·
López ·
Losada ·
Madrazo ·
Moreno ·
Pasamontes ·
Pereiro ·
F. Pérez ·
M. Pérez ·
Perget ·
Portal ·
Rodríguez ·
Rojas ·
Sánchez ·
Urán ·
Valverde ·
Zandio
Amador ·
Arroyo ·
Bruseghin ·
Cobo ·
Costa ·
Coyot ·
Drujon ·
Erviti ·
García ·
Gutiérrez ·
Jeannesson ·
Kiryjenka ·
Lastras ·
López ·
Losada ·
Madrazo ·
Moreau ·
Pasamontes ·
Pérez ·
Perget ·
Plaza ·
Rojas ·
Sánchez ·
Soler ·
Urán ·
Valverde ·
Zandio
Amador · 
Arroyo · 
Bruseghin ·  
Costa · 
Erviti · 
García · 
Gutiérrez · 
Herrada ·  
Intxausti · 
Iriarte · 
Kiryjenka · 
Konovalovas ·
Lastras · 
López · 
Madrazo · 
Oyarzún · 
Pardilla · 
Pasamontes · 
Pérez ·
Plaza · 
Rojas · 
Samojlaw · 
Sanz · 
Soler · 
Tondó (tot 23/05) ·  
Ventoso
Amador · 
Arroyo · 
Bruseghin · 
Castroviejo ·
Cobo · 
Costa · 
Erviti · 
Gutiérrez · 
Jesús Herrada ·  
José Herrada ·
Intxausti · 
Iriarte · 
Karpets · 
Kiryjenka · 
Konovalovas ·
Lastras · 
López · 
Madrazo · 
Moreno · 
Pardilla · 
Plaza · 
Quintana · 
Rojas · 
Samojlaw · 
Sanz · 
Valverde · 
Ventoso ·
Visconti · 
Angarita (stagiair)
Amador · 
Arroyo · 
Bruseghin · 
Capecchi · 
Castroviejo · 
Cobo · 
Costa  · 
Dowsett · 
Erviti · 
Jesús Herrada · 
José Herrada · 
Gutiérrez · 
Intxausti · 
Karpets · 
Lastras · 
Madrazo · 
Moreno · 
Pardilla · 
Plaza · 
Quintana · 
Rojas · 
Samojlaw · 
Sanz · 
Szmyd · 
Valverde · 
Ventoso · 
Visconti
Aramendia · Arroyo · Barbero · Benito · Bilbao · Carthy · Ferrari · Fraile · Gonçalves · Grijalba · Lasca · Madrazo · Mas · Molina · Pardilla · Parra · Prades · Sáez · Txurruka · Vilela · Jiménez (stagiair) · Murphy (stagiair) · Rosón (stagiair)
Aramendia · Arroyo · Barbero · Benito · Bilbao · Carthy · Ferrari · Gallego · D. Gonçalves · J. Gonçalves · Lastra · Madrazo · Mas · Molina · Pardilla · Prades · Rosón · Rubio · Sáez · Vilela · Azkarate (stagiair) · Irisarri (stagiair) · Zabala (stagiair)
Andersen · Aristi · Combaud · Di Grégorio · Díaz · El Fares · Fernández · Finetto · Giraud · Hupond · Laas · Lemarchand · Madrazo · Martinez · Pacher · Rodríguez · Šiškevičius · Smukulis · Couanon (stagiair) · Dyball (stagiair) · Liepiņš (stagiair)
Areruya · Combaud · De Rossi · Di Grégorio · El Fares · Fernández · Filosi · Finetto · Guérin · Jones · Kasperkiewicz · Leveau · Madrazo · Martinez · Michajlov · Moreno · Rodríguez · Šiškevičius · Smukulis · Trarieux · Fedeli (stagiair) · Meyer (stagiair) · Rochas (stagiair)
Bico · Bol · Cabedo · Cubero · Ezquerra · Fernandes · Fuentes · Gibson · Langellotti · López · Madrazo · Mitri · Peñalver · Robredo · Rubio · Sessler · Sureda · Vilela
Aparicio · Bol · Cabedo · Díaz (vanaf 3/6) · Domingues · Ezquerra · Fuentes · Langellotti · López-Cózar · Madrazo · Molenaar · Moreno · Muller · Navarro · Okamika · Orts · Pelegrí · Peñalver · Räim · Rubio · Sánchez · Fernández (stagiair) · Franco (stagiair) · Martin (stagiair)
Alleno · Álvarez · Angulo · Aparicio · Ardila (tot 23/8) · Barthe · Bol · Díaz · Ezquerra · Fagundez · M. Fernández · Franco · Fuentes · Langellotti · Madrazo · Mora (vanaf 9/5) · Navarro · Okamika · Orts · Pelegrí · Peñalver · Sánchez · Delgado (stagiair) · S. Fernandez (stagiair)